# Fermo Camellini
Fermo Camellini, né le 7 décembre 1914 à Scandiano, près de Reggio d'Émilie, en Émilie-Romagne en Italie, mort accidentellement le 27 août 2010 à Beaulieu-sur-Mer, est un ancien coureur cycliste italo-français, qui commença sa carrière en 1937 sous les couleurs de son pays natal, avant d'obtenir la nationalité française le 8 octobre 1948. Il était le dernier survivant des coureurs vainqueurs d'étapes sur le premier Critérium du Dauphiné libéré et le plus ancien vainqueur de Paris-Nice encore en vie jusqu'à sa mort en 2010 à l'âge de 95 ans.

## Biographie
Lui et son frère Guerrino arrivent à Beaulieu-sur-Mer à l'âge de 10 ans, il y restera jusqu'à sa mort. Il montre très tôt des dispositions, mais la pauvreté dans laquelle vivent les Camellini qui ont sept enfants oblige le jeune Fermo à devenir plombier. Fermo Camellini devient professionnel en 1937 et le reste jusqu'en 1951. Il remporta notamment Paris-Nice (1946), deux étapes du Tour de France 1947 et la Flèche wallonne (1948), au cours de sa carrière perturbée par les années de guerre. Il détiendra pendant longtemps le record de participations à Paris-Roubaix avec 14 participations.
Il est le frère de Guerrino Camellini (1918-2017), lui-même coureur cycliste professionnel en 1948. Après la fin de sa carrière, il ouvrira, toujours en compagnie de Guerrino, un magasin de cycles « Au Tour de France » dont il s'occupera pendant près de 50 ans avant que son fils Serge le reprenne. 
Toujours actif dans la vie de sa ville, il meurt des suites d'une mauvaise chute faite chez lui à l'âge de 95 ans.

## Palmarès
- 1937
  - Nice-La Turbie
  - Grand Prix de Guillaumont

- 1938
  - Circuit des Alpes
  - Nice-Annot-Nice
  - 2e de Nice-La Turbie

- 1939
  - Grand Prix de la Côte d'Azur :
    - Classement général
    - 1re et 2e étapes

  - Circuit des Maures
  - Circuit du Ventoux
  - Tour du Gard
  - 2e du Tour du Vaucluse
  - 2e du Tour du Sud-Est
  - 3e du Tour de l'Ouest
  - 6e de Paris-Nice

- 1940
  - 2e du Grand Prix de la Côte d'Azur
  - 3e du Circuit du Pays Grassois

- 1941
  - Nice-Annot-Nice
  - Nice-Mont Angel
  - Circuit du Ventoux :
    - Classement général
    - 2e étape

  - Nice-La Turbie
  - 2e de Vichy-Limoges
  - 3e du Grand Prix de Cannes
  - 3e de Nice-Mont Agel
  - 3e de la Flèche du Rhône

- 1942
  - 8ea étape du Tour de Catalogne
  - Tour de Haute-Savoie
  - 2e du Tour du Levant
  - 2e de Nice-La Turbie
  - 10e du Tour d'Espagne

- 1943
  - 2e de Valence-Annecy
  - 3e du Grand Prix de Nice
  - 3e de Nice-Mont Agel
  - 3e du Circuit des villes d'eaux d'Auvergne

- 1944
  - Grand Prix de Cagnes-sur-Mer
  - 5e de Paris-Tours

- 1945
  - Grand Prix de Nice
  - Grand Prix de Provence
  - Circuit du Limousin
  - Paris-Reims
  - 2e de la Ronde des Mousquetaires
  - 3e d'À travers Lausanne
  - 3e de Paris-Limoges
  - 3e de Nice-La Turbie

- 1946
  - Paris-Nice
  - Nice-Mont Agel
  - À travers Lausanne
  - 1re étape secteur b du Grand Prix d'Armagnac
  - Quatre Jours de Suisse
  - 2e de la Polymultipliée 
  - 3e de Marseille-Monaco
  - 3e de Marseille-Nice

- 1947
  - 1re étape du Critérium du Dauphiné libéré
  - 8e et 10e étapes du Tour de France
  - 2e d'À travers Lausanne
  - 2e du Trophée du Journal d'Alger
  - 3e du Critérium du Dauphiné libéré
  - 7e du Tour de France
  - 10e du Tour de Lombardie

- 1948
  - Flèche wallonne
  - Grand Prix de l'Écho d'Oran
  - 2e du Challenge Desgrange-Colombo
  - 3e de Milan-San Remo
  - 5e de Paris-Tours
  - 8e du Tour de France

- 1949
  - 3e du Critérium du Dauphiné libéré 
  - 5e du Tour de Catalogne 
  - 7e de Milan-San Remo

- 1950
  - 3e du Tour de Corrèze
  - 3e du Tour de la Dordogne

## Résultats sur les grands tours

### Tour de France
3 participations
- 1947 : 7e, vainqueur des 8e et 10e étapes
- 1948 : 8e
- 1949 : abandon (18e étape)

### Tour d'Italie
1 participation
- 1946 : abandon (12e étape),  maillot rose pendant 3 jours

### Tour d'Espagne
1 participation
- 1942 : 10e